# Bohle

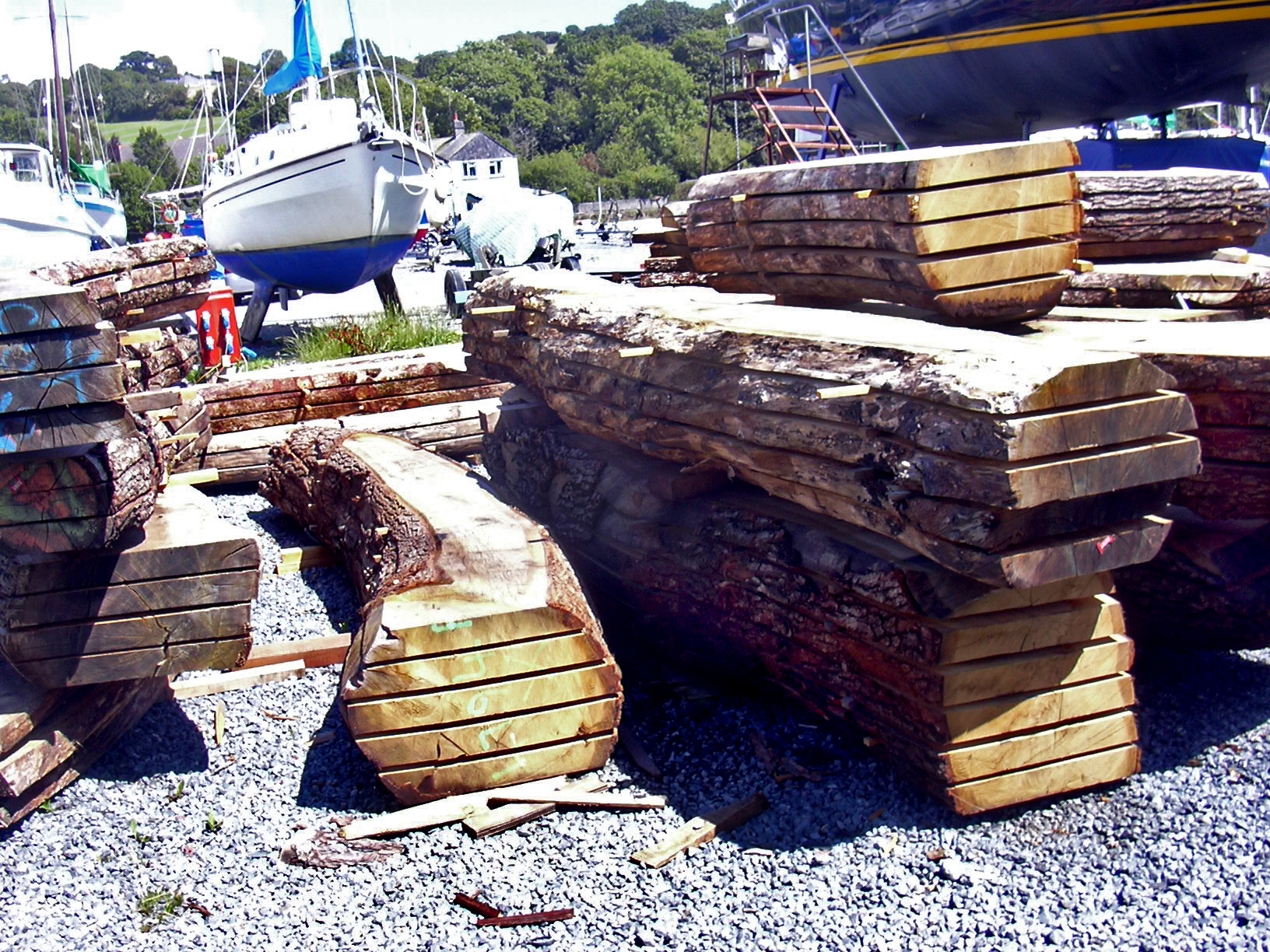
Ungesäumte Bohlen zur Weiterverarbeitung

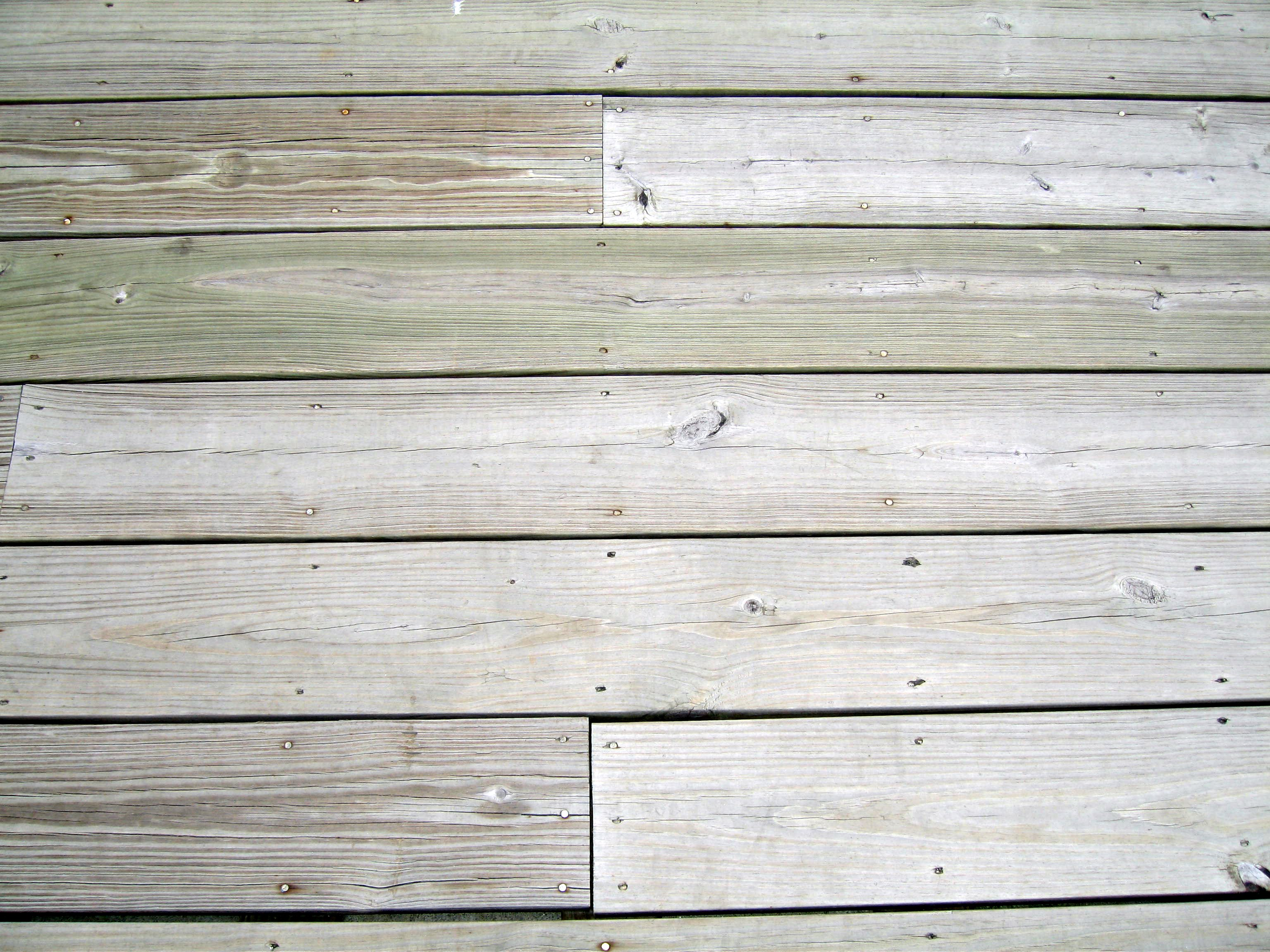
Dielenboden

Bohle, auch Planke  oder Diele sowie in Österreich Brett, ist die Bezeichnung für ein längliches Schnittholz mit flachem Querschnitt. Längen- und Breitenmaße entsprechen einem (Holz-)Brett, eine Bohle ist jedoch dicker.

## Normformate
- Nach DIN 68252 (Schnittholz im Allgemeinen), das eine Dicke von mindestens 40 mm und eine Breite von mindestens dem Zweifachen der Dicke hat.
- Abweichend davon ist in der für das Bauwesen gültigen Norm DIN 4074 (Bauschnittholz) die Breite mit mindestens dem Dreifachen der Dicke definiert.
- In Österreich sind Pfosten Holzstücke mit rechteckigem Querschnitt, dicker als ein Brett (nach Norm, das in Österreich maximal 35 mm dick ist). Definitionsgemäß weist ein Pfosten eine Dicke von mindestens 40 mm und maximal 100 mm sägerau bei einer Breite von ≥18 cm auf. Gehobelte Pfosten können auch nur 35 mm Dicke aufweisen.

Umgangssprachlich werden auch Dielenbretter als Bohlen bezeichnet.

## Verwendung
Bohlen werden wegen ihrer höheren Steifigkeit gegenüber Brettern verwendet:
- am Bau als Gehbelag auf Gerüsten (österr. Gerüstpfosten), nach Norm von besonderer Holzqualität, mit angefasten Ecken und häufig mit Endstücken aus Metall (Schuhen) zum Einhängen sowie als Spleißschutz;
- als Bettung für schwere Maschinen, Geschütze und Ähnliches;
- als Rüstholz (Hilfsmittel im technischen Hilfseinsatz oder auf Baustellen) oder für provisorische Kleinbrücken (z. B. zum Beladen eines LKWs mittels Schubkarre).

Bohlen werden besonders von Tischlern und Zimmerleuten verarbeitet. Häufig werden sie im Schiffbau (vergl. Planke), Holzbau sowie bei der Baustelleneinrichtung und für (temporäre) Verkehrsbauten eingesetzt:
- zu Fußböden in untergeordneten Räumen (Ställen, Durchfahrten), historisch als wertvoller Boden ((Dielenboden) mit Bohlen bis über 1 Meter Breite)
- als Bohlenbelag zum Schutz von historischen Pflasterbelägen, zum Anlegen von Baustellenzufahrten, als Unterlage von Kränen und anderen schweren Baumaschinen sowie von Brückenbahnen hölzerner und eiserner Straßen- und Eisenbahnbrücken
- zu Rahmstücken, Kanthölzern etc.
- zur Herstellung von Spundwänden, Bollwerken etc.

Vorwiegend werden die Nadelhölzer Fichte, Tanne und Lärche zu Bohlen verarbeitet; übliche Verkaufslängen sind 300 bis 500 cm.

## Unterlegbohle
Eine Unterlegbohle ist eine kürzere Bohle, die häufig einseitig leicht abgerundet ist. Die Enden oder lediglich die Ecken können mit Metallbeschlägen (Bohlenschutz) vor Abnutzung und Zerfasern geschützt sein. Alternativ können Welleneisen in das Stirnholz eingeschlagen werden, um die Entwicklung von Rissen an den Enden zu vermeiden.
Unterlegbohlen vermeiden das Einsinken in weichem Boden, beispielsweise von festgefahrenen Fahrzeugen oder bei der Verwendung von Wagenhebern und Hebekissen.

## Keilbohle
Eine Keilbohle ist ein im Querschnitt schräg zugeschnittenes Holz.
Keilbohlen werden unter anderem als Trauf- oder Abschlussbretter bei der Dachdeckung verwendet. Typischerweise laufen sie von 5 oder 6 cm auf 2 cm aus.

## Normen und Standards
- DIN 4074-1 (2003-06) Sortierung von Holz nach der Tragfähigkeit – Teil 1: Nadelschnittholz.
- DIN 4074-5 (2003-06) Sortierung von Holz nach der Tragfähigkeit – Teil 5: Laubschnittholz.
ist auch als ÖNORM DIN 4074-x für Österreich verbindlich
- DIN 68252-1 Begriffe für Schnittholz, Form und Maße.